# Instituto Nacional del Fútbol, Deporte y Actividad Física

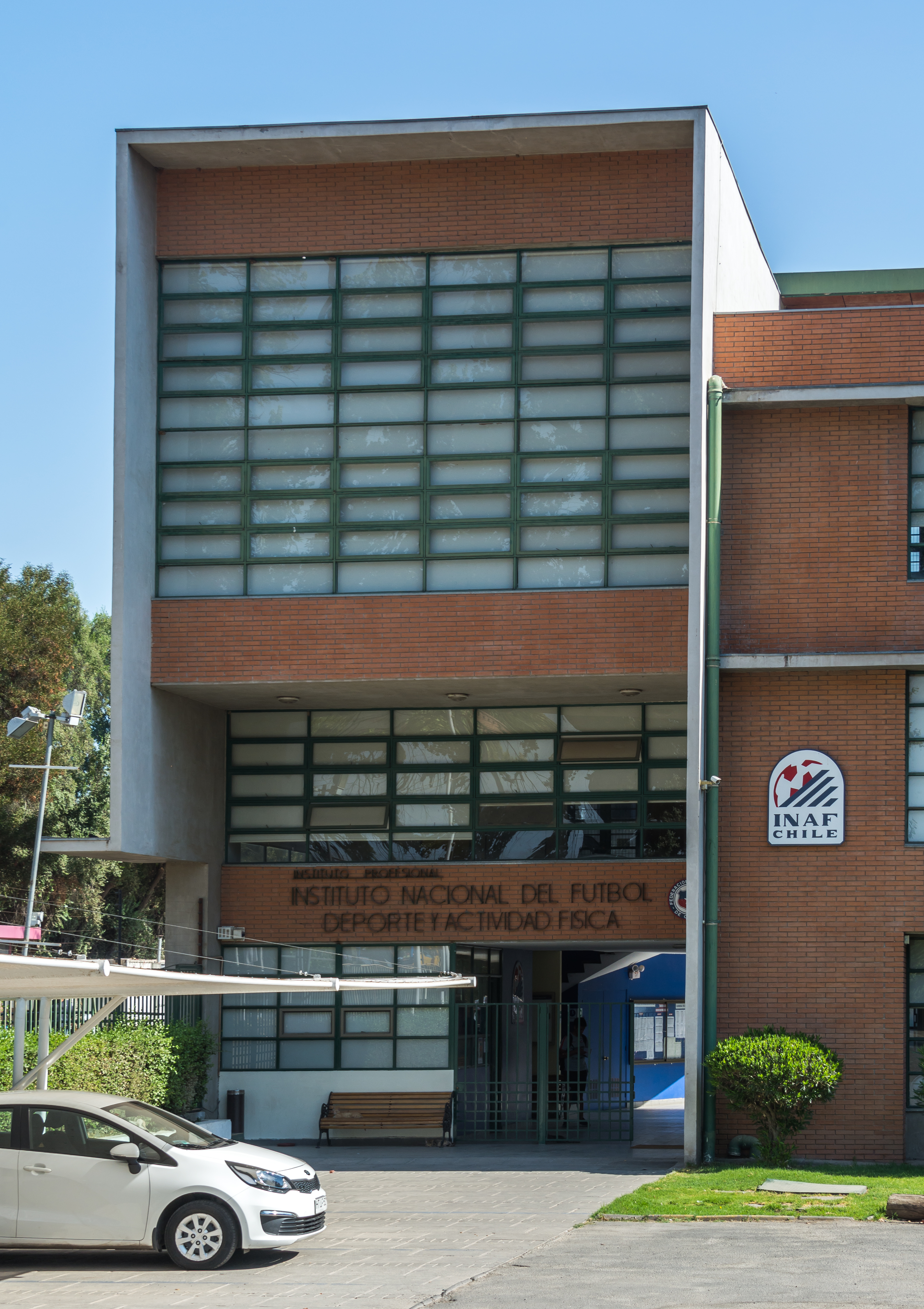
Sede del INAF, Peñalolén, Santiago.

El Instituto Nacional del Fútbol, deporte y actividad física (INAF), es una corporación sin fines de lucro, creada por la Federación de Fútbol de Chile las cuales está compuesta por la Asociación Nacional de Fútbol Profesional (ANFP) y la Asociación Nacional de Fútbol Amateur (ANFA).
Su actual rector es Martin Mihovilovic Contreras, quien asumió el cargo en reemplazo de Norman Bull.
Actualmente se encuentra acreditado por la Comisión Nacional de Acreditación (CNA-Chile) por un período de 3 años (de un máximo de 7), desde abril de 2022 hasta abril de 2025.Está en la posición 76 de instituciones educativas chilenas según el ranking de Webometrics 2024.

## Administración

### Directorio
- Presidente: Pablo Milad A.
- Vicepresidente: Johann Giese V.
- Directores: Gaspar Goycoolea V.,  Martín Hoces F, Luis A. Stuven H.

### Autoridades
- Rector: Martin Mihovilovic C.
- Vicerrector Académico: Edgardo Merino P.
- Vicerrector de Administración y Finanzas: Gonzalo de la Carrera F.
- Director Carrera de Entrenador de Fútbol: Luis Rodríguez M.
- Director Carrera de Árbitro de Fútbol: Jorge Osorio R
- Director Carrera Entrenador en Deportes y Actividad Física: José Herrera Ch.
- Secretario General: Sergio Guarda E.

## Carreras
Las líneas de estudio contempladas por el INAF se dividen en:
- Entrenador de Fútbol
- Técnico de Fútbol
- Árbitro de Fútbol
- Entrenador en Deportes y Actividad Física